# Володар снів (роман)
«Володар снів» (нім. Der Traummeister) — науково-фантастичний роман східнонімецьких авторів Ангели та Карлгайна Штайнмюллерів, виданий у 1990 році. Події відбуваються в тому ж вигаданому всесвіту, що й їхній роман «Андимон» 1982 року та на тій же планеті, що й їх попередня серія, «Спера». Написаний в останні роки існування НДР, «Володар снів», як й інша література НДР 1970—80-х років, пропонує критику централізації, статичних утопій, тематизує взаємини між індивідом та колективом, привілейовану роль індивідуальної суб'єктивності. Критик Соня Фріцш прочитала роман як коментар до ситуації у Східній Німеччині перед падінням Берлінської стіни.